# Boomerang TV
Boomerang TV es una productora de televisión española. Fue creada en 1998 por Pepe Abril y Pedro Ricote, ambos con amplia experiencia como directivos en distintas cadenas televisivas españolas. La empresa tiene su sede central en Madrid. Desde 2020 pertenece al grupo Mediawan.

## Empresas filiales del Grupo Boomerang TV
- Boomerang TV

- Boomerang TV Italia

- Veranda TV. Empresa creada en 2006 a medias con Grupo Godó, cuya actividad se centra en la producción de programas y series de entretenimiento en catalán para las regiones de Cataluña, Comunidad Valenciana, Islas Baleares, Andorra, Rosellón (Francia), Franja de Aragón, Carche (Región de Murcia) y Provincia de Sácer (Cerdeña - Italia) para todo tipo de canales de televisión autonómicas, provinciales y locales de habla catalana. Los principales canales de TV donde se desarrolla su actividad son: Televisió de Catalunya, Andorra Televisión, 8TV, IB3 Televisió y televisiones locales de Cataluña. Su sede está en Barcelona.

- Doble Diez Comunicación. Empresa creada en 1999 cuya actividad se centra en la producción de programas de entretenimiento para la Televisión Autonómica Canaria. Su sede está en Las Palmas de Gran Canaria.

- 3Koma Empresa cuya actividad se centra en la producción de programas de entretenimiento y series para las Televisiones pertenecientes a la FORTA cuyo idioma de dichos canales son el español o euskera, excepto Castilla-La Mancha TV y Televisión Autonómica Canaria al tener sus propias filiales de productoras.

- Portocabo

- Doble Diez Castilla-La Mancha. Empresa creada en 2002 cuya actividad se centra en la producción de programas de entretenimiento para la Castilla-La Mancha Televisión. Su sede está en Toledo.

- Doble Deu Produccions. Empresa creada en 2000 cuya actividad se centra en la producción de programas de entretenimiento para el Canal Nou y las televisiones locales de la Comunidad Valenciana. Su sede estaba situada en Valencia. Integrada en Veranda TV tras la desaparición de Radiotelevisión Valenciana en 2013.

- Doble Diez Canarias

- DTV . Empresa creada en 2005 cuya actividad se centra en la producción para televisión digital, tanto de ámbito nacional como autonómico y local. Su sede está en Alcobendas.

- Createcna

- Boomerang TV (Chile). Fundada en 2015 con el fin de producir contenidos audiovisuales, tanto entretención como ficción para Chile y Latinoamérica. Su sede está en Santiago de Chile.

## Producciones

### Producciones de Boomerang TV (Ficción)
| Serie                            | Emisión           | Género            | Canal Tv/Plataforma                   | Temporadas        | Episodios         |
| Como Ida y Vuelta                | Como Ida y Vuelta | Como Ida y Vuelta | Como Ida y Vuelta                     | Como Ida y Vuelta | Como Ida y Vuelta |
| -------------------------------- | ----------------- | ----------------- | ------------------------------------- | ----------------- | ----------------- |
| Una nueva vida                   | 2003              | Drama médico      | Telecinco                             | 1                 | 5                 |
| Un lugar en el mundo             | 2003              | Drama             | Antena 3/Neox                         | 1                 | 13                |
| Motivos personales               | 2005              | Suspense          | Telecinco                             | 2                 | 27                |
| Génesis, en la mente del asesino | 2006-2007         | Misterio          | Cuatro                                | 2                 | 22                |
| Círculo rojo                     | 2007              | Suspense          | Antena 3                              | 1                 | 12                |
| Física o química                 | 2008-2011         | Drama             | Antena 3                              | 7                 | 77                |
| Acusados                         | 2009-2010         | Intriga           | Telecinco                             | 2                 | 26                |
| La chica de ayer                 | 2009              | Policiaca         | Antena 3                              | 1                 | 8                 |
| Los misterios de Laura           | 2009-2014         | Policiaca         | La 1                                  | 3                 | 32                |
| Los protegidos                   | 2010-2012         | Ciencia ficción   | Antena 3                              | 3                 | 41                |
| Tierra de lobos                  | 2010-2014         | Acción            | Telecinco                             | 3                 | 42                |
| El secreto de Puente Viejo       | 2011-2020         | Drama de época    | Antena 3/Televisión Nacional de Chile | 12                | 2.324             |
| Como Boomerang TV                |                   |                   |                                       |                   |                   |
| Toledo: Cruce de destinos        | 2012              | Drama de época    | Antena 3                              | 1                 | 13                |
| El tiempo entre costuras         | 2013-2014         | Drama de época    | Antena 3                              | 1                 | 11                |
| Acacias 38                       | 2015-2021         | Drama de época    | La 1                                  | 7                 | 1.483             |
| Mar de plástico                  | 2015-2016         | Acción            | Antena 3                              | 2                 | 26                |
| El padre de Caín                 | 2016              | Drama de época    | Telecinco                             | 1                 | 2                 |
| El incidente                     | 2017              | Suspense          | Antena 3                              | 1                 | 5                 |
| La otra mirada                   | 2018-2019         | Drama de época    | La 1                                  | 2                 | 21                |
| Presunto culpable                | 2018              | Suspense          | Antena 3                              | 1                 | 13                |
| Inés del alma mía                | 2020              | Drama de época    | Chilevisión/La 1                      | 1                 | 8                 |
| Física o químicaː El reencuentro | 2020              | Drama             | Atresplayer                           | 1                 | 2                 |
| La templanza                     | 2021              | Drama de época    | Prime Video                           | 1                 | 9                 |
| Alba                             | 2021              | Drama             | Antena 3/Atresplayer                  | 1                 | 13                |
| Entre tierras                    | 2023              | Drama de época    | Antena 3/Atresplayer                  | 1                 | 10                |
| La Moderna                       | 2023-2025         | Drama de época    | La 1                                  | 3                 | 366               |

### Producciones de Boomerang TV (Entretenimiento)
- El diario (Antena 3)
- En Antena (Antena 3)
- Cambio radical (Antena 3)
- El patito feo (Antena 3)
- De buena mañana (Antena 3)
- La hora de la verdad (Antena 3)
- Tal para cual (Antena 3)
- Juicio de parejas (La Sexta)
- Salsa rosa (Telecinco)
- Soy el que más sabe de televisión del mundo (Cuatro)
- Soy lo que como (Cuatro)
- El negociador (La 1)
- Pekín Express (Cuatro)
- Préstame tu vida (La 1)
- La batalla de los coros (Cuatro)
- El juego de tu vida (Telecinco)
- La noche de los sueños (Telecinco)
- Ajuste de Cuentas (Cuatro)
- La Voz (Telecinco y Antena 3)
- La Voz Kids (Telecinco y Antena 3)
- Top Chef (Antena 3)
- Aquí en Madrid (Telemadrid)
- Casados a primera vista (Antena 3)
- Top Dance (Antena 3)
- El amor está en el aire (Antena 3)
- Instamoms (Cosmo)
- La Voz Senior (Antena 3)
- Benidorm Fest (La 1 y TVE Internacional)
- El diario de Jorge (Telecinco)

### Producciones de Veranda TV
- Polònia  (TV3)
- Envasat al 8 (8tv)
- Barçòvia (TV3)
- Crackòvia (TV3)
- Vinagre (TV3)
- Vacances Pagades (TV3)
- Merlí (TV3)
- Merlí: Sapere aude (Movistar+ y TV3)
- Oh Happy Day (TV3)

### Producciones de Doble 10 Comunicación
- Nuestra gente (Televisión Canaria)
- La Gala (Televisión Canaria)
- Esta noche pago yo (Televisión Canaria)
- Quiero ser como Pepe (Televisión Canaria)
- La Revoltosa Serie (Televisión Canaria)

### Producciones de 3Koma

#### Talk-Show
- Ésta es mi gente (ETB 2)
- Mil y una gentes  (ETB 2)
- Vaya familia (ETB 2)
- Baxamela (ETB 1)
- Ésta es mi gente (Telemadrid)
- Busco Pareja (Telemadrid)
- Queda´t amb mi (Canal Nou)

#### Concursos
- Oh Happy Day (ETB 1)
- Bi Gira! (ETB 1)
- Eko (ETB 1)
- Izar Bila (ETB 1)
- Izar Gazte Bila (ETB 1)
- El calendario del año (ETB 2)
- Intuición (ETB 2)
- Generación XXI (ETB 2)
- Números rojos (ETB 2)
- La primera noche (ETB 2)
- La familia Mudanza (TVG)

#### Magacín
Todos en la (ETB 1)
- Horrelakoa da Bizitza
- Ordu Txikitan
- Aire Aire
- Boulevard
- Osabideak
- Telletxea

- Arde la tarde en la (ETB 2)

#### Humor
- Wazemank (ETB 1)
- Mas Humor (ETB 2)
- La Peña (ETB 2)

#### Series
- Pilotari (ETB 1)
- A ze parea (ETB 1)
- Dúplex (ETB 1)
- Platos Sucios (ETB 2)
- Pasión adolescente (Forta)

#### Otros
- Diversas galas
- Diversos documentales

### Producciones de Portocabo
- Galegos no mundo (TVG)
- Serie Luci (TVG)
- Serie Gran Nord (TV3)
- Serie The Avatars (Varios canales, Internacional)
- Serie Hierro (Movistar+)

### Producciones de Doble Diez CLM
- Mediodía con Irma Soriano (Castilla-La Mancha Televisión)
- Irma de Tarde (Castilla-La Mancha Televisión)
- Castilla La Mancha busca una Estrella (Castilla-La Mancha Televisión)

### Producciones de DTV
- 8 mujeres (Nova)
- El día que cambio mi vida (Nova)
- Que piensan las mujeres (Nova)
- El diario Extra (Nova)

### Producciones deBoomerang TV (Chile)

#### Concursos
- Top Chef (2015, coproducida con Televisión Nacional de Chile)
- Pesadilla en la cocina (2016, coproducida con Chilevisión)